# ラランド賞
ラランド賞(Le Prix Lalande)は、1802年から1970年の間、フランス科学アカデミーによって授与されていた天文学の賞である。天文学者のジェローム・ラランドが1801年に行った寄付に基づいて設立された。同じく天文学者のバンジャマン・ワルツの名をとって作られたバンジャマン・ワルツ賞と統合され、ラランド＝バンジャマン・ワルツ賞Prix Lalande-Benjamin Valz となった。さらに1997年からは、他の同種の122の基金と統合され、グランドメダルとなった。

## 著名な受賞者（一部）
- 1803年 ： ジュゼッペ・ピアッツィ
- 1804年 ：  カール・ハーディング
- 1807年 ：  クロード・ルイ・マチュー
- 1810年 ：  カール・フリードリヒ・ガウス
- 1817年 ：  ジョン・ポンド
- 1818年 ：  ジャン＝ルイ・ポン
- 1825年 ：  ジョン・ハーシェル、ジェームズ・サウス
- 1834年 ：  ジョージ・ビドル・エアリー
- 1835年 ：  パルム・ボグスラフスキー
- 1839年 ：  ヨハン・ゴットフリート・ガレ
- 1840年 ：  エルヴェ・フェイ
- 1844年 ：  フランチェスコ・デ・ヴィコ、ハインリヒ・ダレスト
- 1851年 ：  ジョン・ハインド、 アンニーバレ・デ・ガスパリス
- 1852年 ：  ジョン・ハインド、 アンニーバレ・デ・ガスパリス、 ロベルト・ルター、 ジャン・シャコルナク, ヘルマン・ゴルトシュミット
- 1854年 ：  ロベルト・ルター、 アルベルト・マルト, ジョン・ハインド、 ジェイムズ・ファーガソン とヘルマン・ゴルトシュミット
- 1855年 ：  ジャン・シャコルナク、 ロベルト・ルターとヘルマン・ゴルトシュミット
- 1856年 ：  ジャン・シャコルナクと ノーマン・ポグソン
- 1857年 ：  ヘルマン・ゴルトシュミットとカール・ブルーンス
- 1858年 ：  A・ローラン、ヘルマン・ゴルトシュミット、ジョージ・サール、 ホレース・タットル、 フリードリヒ・ヴィネッケ と ジョヴァンニ・バッティスタ・ドナティ
- 1860年 ：  ロベルト・ルター
- 1861年 ： エルンスト・テンペル、ロベルト・ルターとヘルマン・ゴルトシュミット
- 1862年 ： アルヴァン・グラハム・クラーク
- 1865年 ： リチャード・キャリントン
- 1866年 ： ウォーレン・デラルー
- 1868年 ： ジョヴァンニ・スキアパレッリ
- 1869年 ： ピエール・ジャンサン
- 1870年 ： ウィリアム・ハギンズ
- 1880年 ： エドワード・ジェームズ・ストーン
- 1882年 ： ルイス・スウィフト
- 1883年 ： ギヨーム・ビゴルダン
- 1889年 ： フランソワ・ゴネシア
- 1891年 ： ギヨーム・ビゴルダン
- 1892年 ： エドワード・エマーソン・バーナード
- 1893年 ： レオポルド・シュルホフ
- 1895年 ： モーリス・アミー
- 1899年 ： ウィリアム・ロバート・ブルックス
- 1900年 ： ミシェル・ジャコビニ
- 1903年 ： ウィリアム・ウォレス・キャンベル
- 1904年 ： シャーバーン・バーナム
- 1906年 ： ウィリアム・ヘンリー・ピッカリング、ロバート・グラント・エイトケン
- 1909年 ： アルフォンス・ボレリー
- 1910年 ： フィリップ・コーウェル、アンドリュー・クロンメリン
- 1911年 ： ルイス・ボス
- 1912年 ： ヘルマン・コボルト
- 1916年 ： ジェローム・E・コッジャ
- 1918年 ： アリスタルフ・ベロポルスキ
- 1919年 ： ヴェスト・スライファー
- 1920年 ： レオポルド・シュルホフ
- 1922年 ： ヘンリー・ノリス・ラッセル
- 1928年 ： ベルナール・リヨ
- 1936年 ： ルイ・ボワイエ
- 1937年 ： ミシェル・ジャコビニ
- 1938年 ： アンドレ・ラルマン
- 1939年 ： マルグリット・ロージェ
- 1943年 ： アレクサンドル・ショーマス